# مركز مليحة للآثار
مركز مليحة للآثار هو جزء من مشروع مليحة للسياحة البيئية والأثرية في إمارة الشارقة، الذي يجمع بين التاريخ والطبيعة والثقافة ويشكل نقطة جذب للسياح، اُفتتح عام 2016 في منطقة مليحة الشارقة التي تبعد 20 كم جنوب مدينة الذيد، وعلى بعد 50 كم إلى الشرق من مدينة الشارقة، ويتواجد المركز بالقرب من ضريح أم النار، وهو قبر دائري ضخم يعود تاريخه إلى العصر البرونزي.

## أهمية المركز
يمكن لزوار المركز استكشاف تاريخ دولة الإمارات العربية المتحدة والتعرف على نمط الحياة التقليدية التي كان يعيشها سكان المنطقة، خلال حقب زمنية عديدة بدءاً من العصر الحجري القديم، والعصر الحجري الحديث، والعصر البرونزي، والعصر الحديدي، وفترة ما قبل الإسلام والعصور الإسلامية الحديثة، واكتشاف أسرار الثقافة البدوية القديمة في المنطقة، والتعرف على مزايا هذه العصور من حيث التاريخ، والنظام الاجتماعي، والطقوس، والنظام الغذائي، وعلم الأمراض، والصعوبات، والتجارة، والتأثير العالمي على تصميم الفخار والفن والمجوهرات. كما يمكن للزوار القيام بالعديد من المغامرات الصحراوية بالقرب من المركز من عبر مجموعة من الأنشطة المتوفرة، منها الجولات ورحلات سيارات الدفع الرباعي وركوب الدراجات الصحراوية ودراجات الكثبان الرملية وركوب الخيل.

## تأسيس المركز
افتتح المركز في 24 يناير 2016 من قبل عضو المجلس الأعلى حاكم الشارقة الشيخ سلطان بن محمد القاسمي، وهو يعتبر المرحلة الأولى من مشروع مليحة للسياحة الأثرية والبيئية، وهو مشروع سياحي وتراثي تم تطويره من قبل هيئة الشارقة للاستثمار والتطوير (شروق) بقيمة استثمارية تقدر بنحو 250 مليون درهم إماراتي، ويندرج هذا المشروع في إطار إستراتيجية الشركة لخلق فرص عمل للمجتمع المحلي، وجذب الاستثمار إلى المناطق الوسطى والشرقية في الشارقة، وتطوير مشاريع سياحية أخرى في المنطقة، منها مشروع كلباء للسياحة البيئية، ومنطقة جزيرة الحصن الترفيهية والسياحية، ومخيم البداير الصحراوي، وهو منتجع سياحي صحراوي يقع وسط الكثبان الرملية الخلابة في وسط الشارقة.

## الأهمية التاريخية

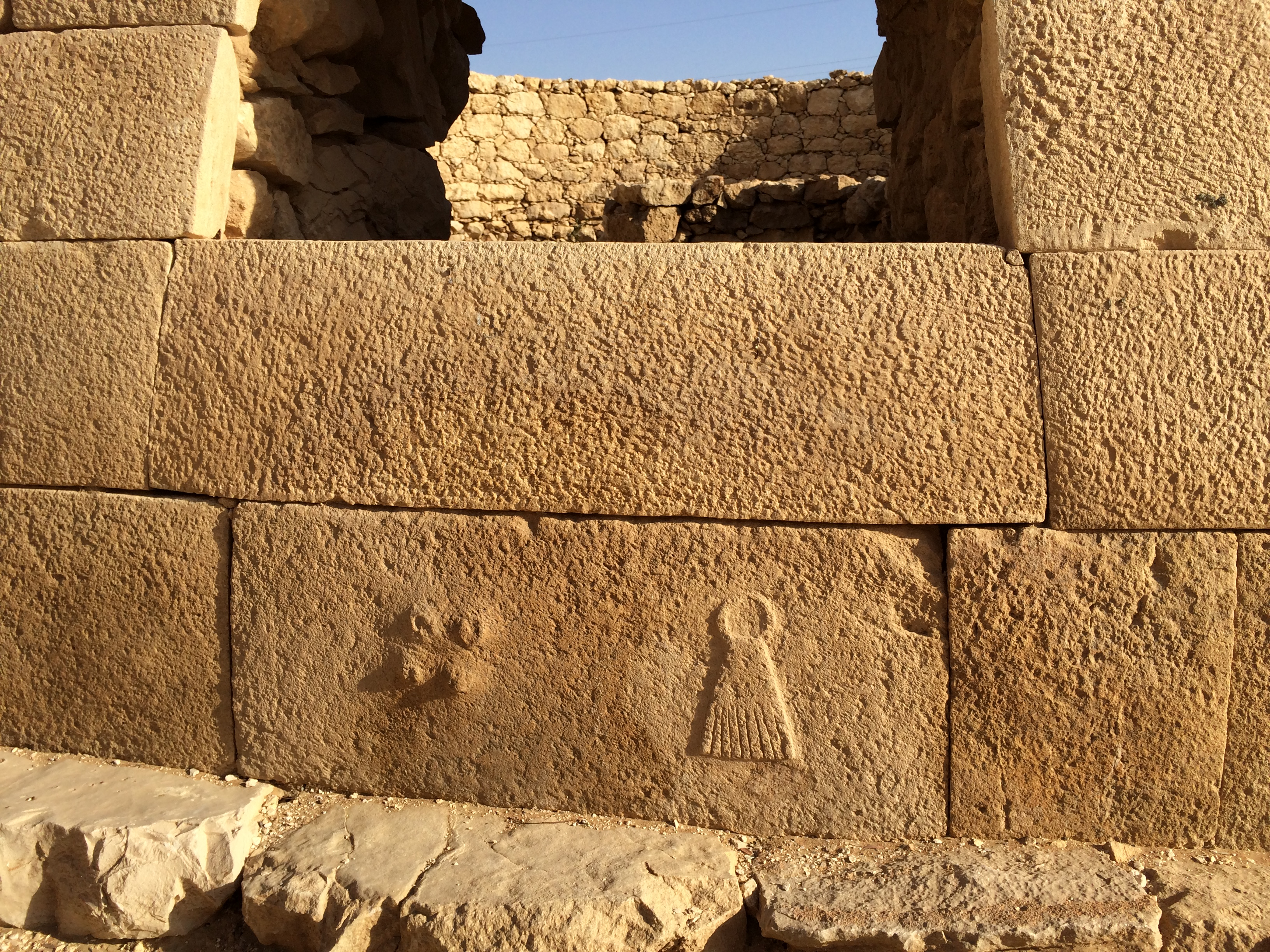
مدفن عمره 4500 عام - مليحة

تعتبر منطقة مليحة واحدة من أكثر المواقع الأثرية تنوعاً في الشارقة، حيث تم التنقيب فيها لأول مرة سنة 1986، وتضم بقايا مستوطنات من العصر الحديدي والهلنستي وما بعد الهلنستية، والعديد من الآثار المهمة في مواقع الدفن والتي تعتبر بقايا الحياة اليومية، إضافة إلى أدلة على أعمال الحديد والنحاس وغيرها من الصناعات التحويلية، كما تم العثور على قطع أثرية من اليونان وسلعاً من جميع أنحاء العالم العربي، مما يشير إلى أن المنطقة كانت مركزاً تجارياً مزدهراً ومؤثراً مرتبطاً بالمراكز التجارية الأخرى في المنطقة بواسطة قوافل الجمال، إذ تم العثور على 300 هيكل عظمي لحيوانات مثل الخيول والجمال.
كما اكتشف علماء الآثار في فبراير 2021 حوالي 409 قطعة نقدية يعود تاريخها إلى القرن الثالث قبل الميلاد من العصر الهلنستي، مخزنة في وعاء فخاري، ووصف الاكتشاف الذي يبلغ وزنه تسعة كيلوغرامات بأنه مهم للغاية، نُقش عليها تصاميم أيقونات تلك الفترة مثل القائد العسكري الإسكندر الأكبر والإله اليوناني زيوس.

## معرض الصور

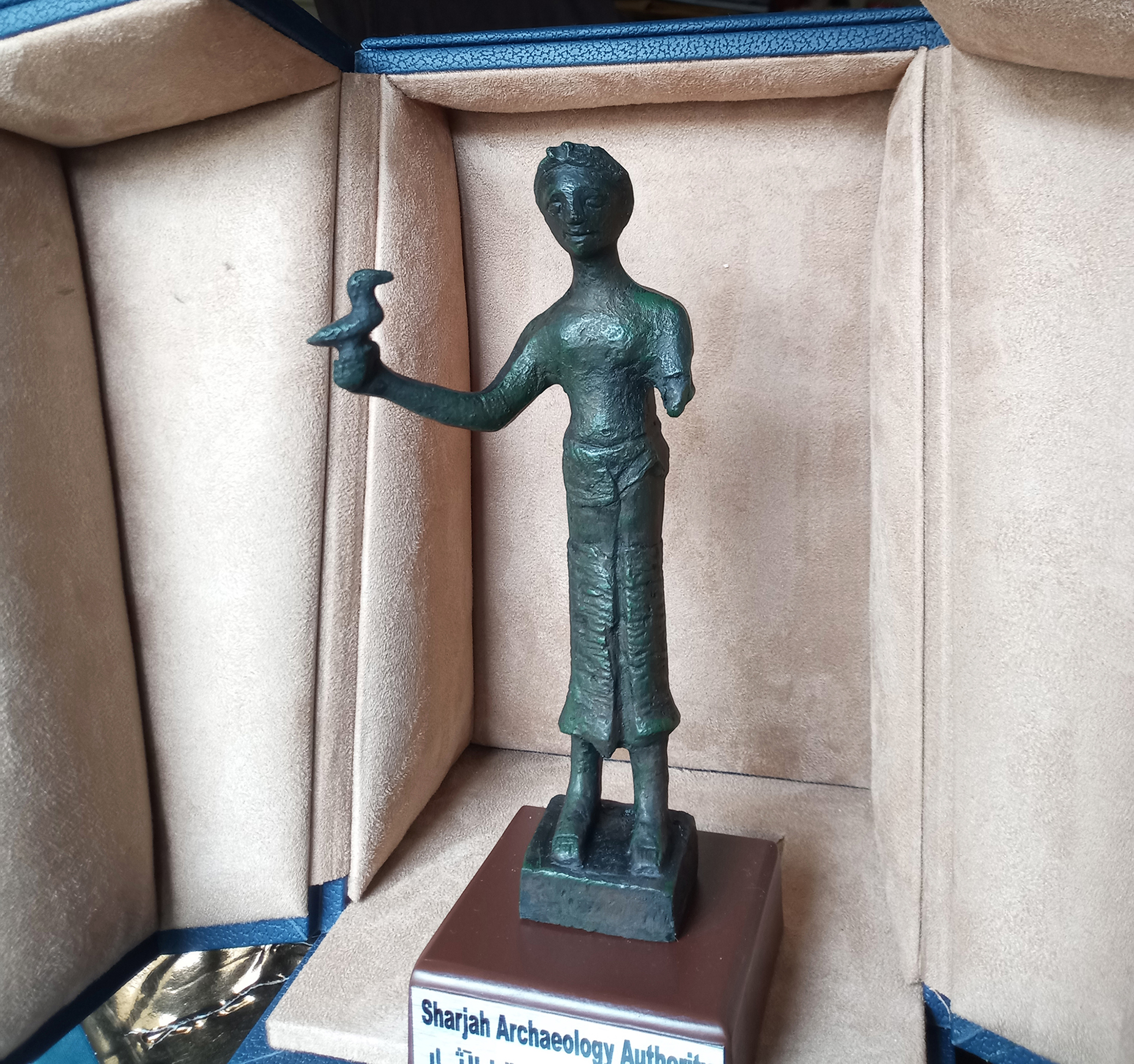

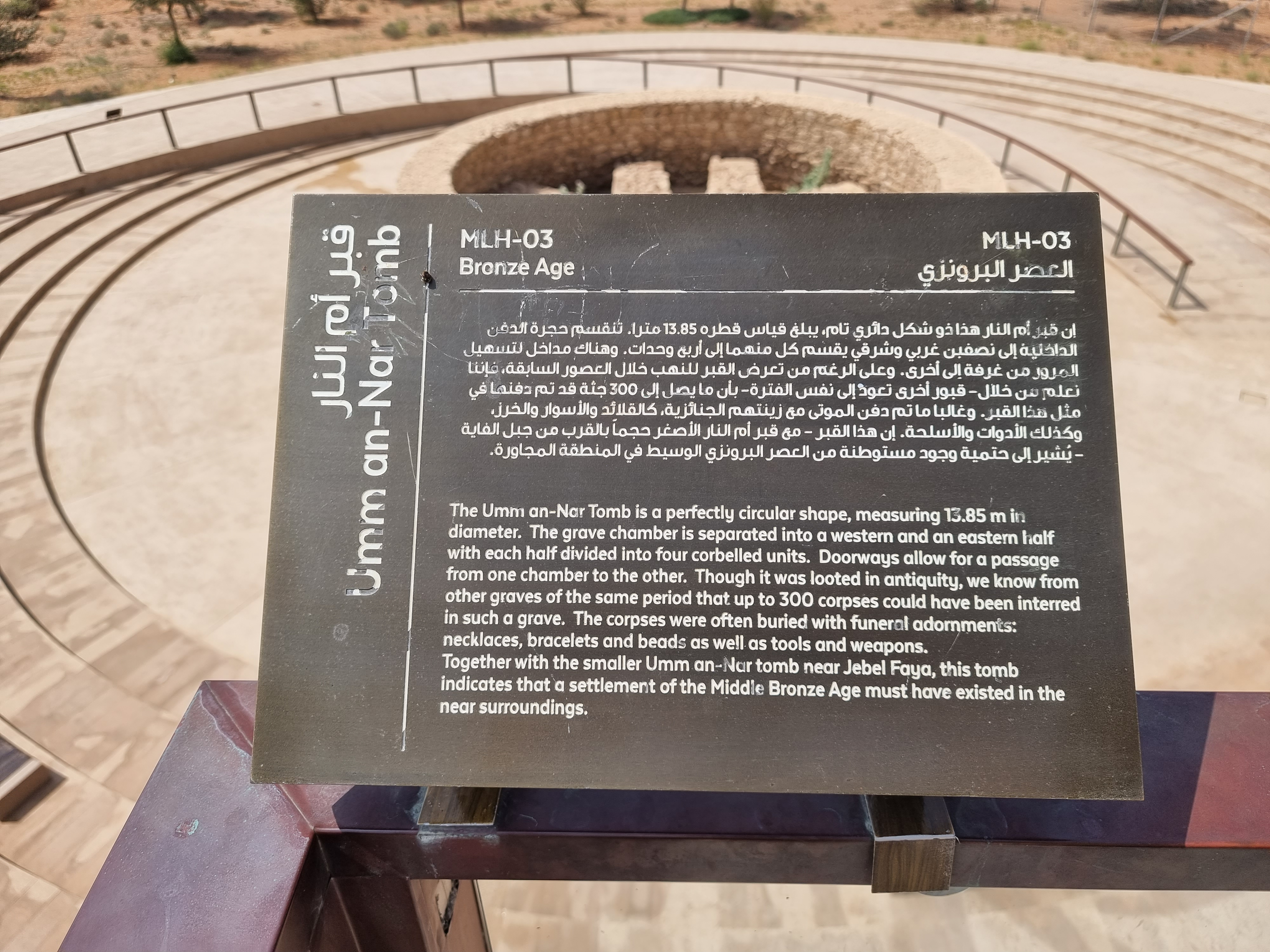

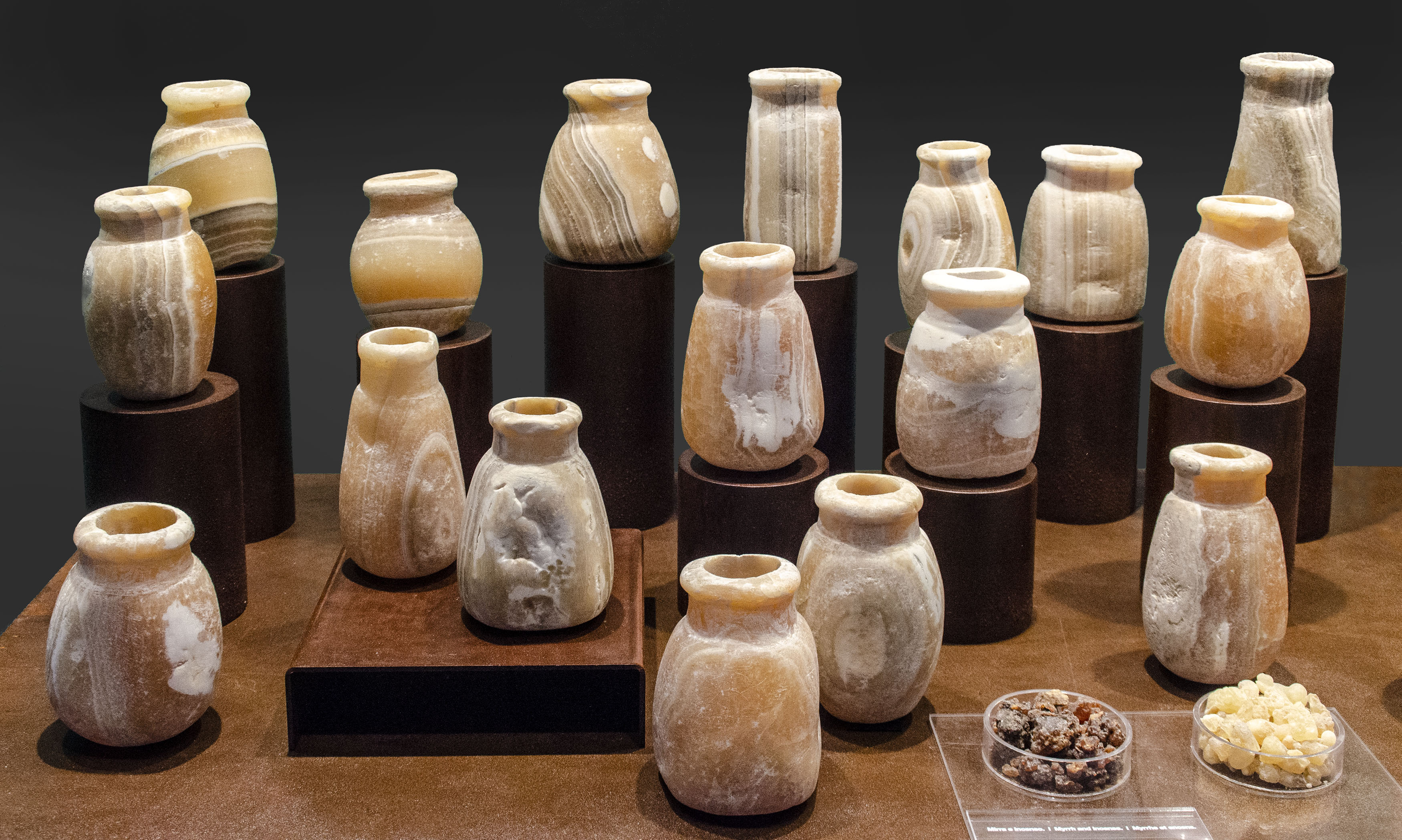